# ISO 3166-2:PR
ISO 3166-2:PR — стандарт Международной организации по стандартизации, который определяет геокоды. Является подмножеством стандарта ISO 3166-2, относящимся к Пуэрто-Рико.
Стандарт охватывает Пуэрто-Рико. Геокод состоит из кода Alpha2 по стандарту ISO 3166-1 для Пуэрто-Рико — PR. Одновременно Пуэрто-Рико присвоен геокод второго уровня — US-PR как неинкорпорированной организованной территории США. Геокод являются подмножеством кода домена верхнего уровня — PR, присвоенного Пуэрто-Рико в соответствии со стандартами ISO 3166-1.

## Геокоды Пуэрто-Рико
| Название    | Alpha2 | Alpha3 | цифровой | Геокод по ISO 3166-2 | Статус                                        |
| ----------- | ------ | ------ | -------- | -------------------- | --------------------------------------------- |
| Пуэрто-Рико | PR     | PRI    | 633      | US-PR                | неинкорпорированная организованная территория |

## Геокоды пограничных Пуэрто-Рико государств
- Доминиканская Республика — ISO 3166-2:DO (на западе (морская граница)),
- Британские Виргинские острова — ISO 3166-2:VG (на востоке (морская граница)),
- Американские Виргинские острова — ISO 3166-2:VI (на западе, на северо-западе (морская граница)).